# Ataenius plaumanni
Ataenius plaumanni är en skalbaggsart som beskrevs av Rudolph Petrovitz 1973. Ataenius plaumanni ingår i släktet Ataenius och familjen Aphodiidae. Inga underarter finns listade.